# Honorowi obywatele Olsztyna
Honorowe obywatelstwo Olsztyna nadawane jest na podstawie uchwały osobom szczególnie zasłużonym dla Olsztyna, a także wybitnym osobistościom, jako wyraz najwyższego wyróżnienia i uznania Rady Miasta Olsztyn. Osoba wyróżniona otrzymuje akt nadania i odznakę honorowego obywatelstwa Olsztyna.
Honorowemu obywatelowi Olsztyna przysługuje uczestniczenie, na prawach honorowego gościa, w sesjach rady oraz w uroczystościach o charakterze miejskim, korzystanie z bezpłatnego wstępu na imprezy okolicznościowe organizowane przez miasto oraz prawo bezpłatnego przejazdu środkami miejskiej komunikacji publicznej.
| L.p. | Imię i Nazwisko         | Data nadania tytułu  |
| ---- | ----------------------- | -------------------- |
| 1.   | Tadeusz Nowakowski      | 10 września 1991     |
| 2.   | Natalia Żarska          | 23 maja 1995         |
| 3.   | Mieczysław Pimpicki     | 28 grudnia 1995      |
| 4.   | Kazimierz Pacer         | 24 kwietnia 1996     |
| 5.   | Jadwiga Lindner         | 22 lutego 1996       |
| 6.   | Jan Lubomirski          | 22 lutego 1996       |
| 7.   | Georg Dietrich          | 14 stycznia 1998     |
| 8.   | Andrzej Hopfer          | 14 stycznia 1998     |
| 9.   | Janusz Jasiński         | 25 kwietnia 2001     |
| 10.  | Erwin Kruk              | 25 kwietnia 2001     |
| 11.  | Tadeusz Krzymowski      | 25 kwietnia 2001     |
| 12.  | Władysław Ogrodziński   | 25 kwietnia 2001     |
| 13.  | Hieronim Skurpski       | 25 kwietnia 2001     |
| 14.  | Edmund Piszcz           | 1 października 2003  |
| 15.  | Marian Rapacki          | 26 maja 2004         |
| 16.  | Ryszard Górecki         | 1 października 2003  |
| 17.  | Zbigniew Lubiejewski    | 26 maja 2004         |
| 18.  | Mieczysław Doroszuk     | 26 maja 2004         |
| 19.  | Julian Żołnierkiewicz   | 29 września 2004     |
| 20.  | Jan Paweł II            | 1 grudnia 2004       |
| 21.  | Eugenia Dudzik          | 28 września 2005     |
| 22.  | Wojciech Wrzesiński     | 28 września 2005     |
| 23.  | Włodzimierz Jarmołowicz | 30 maja 2007         |
| 24.  | Józef Szmidt            | 30 czerwca 2010      |
| 25.  | Bohdan Głuszczak        | 23 października 2013 |
| 26.  | Stanisław Oszczak       | 23 października 2013 |
| 27.  | Jan Kochanowicz         | 26 sierpnia 2015     |